# 马曼县
马曼县，又译马芒县、迈芒县，是緬甸撣邦下轄的一个縣，隶属于佤自治州，原属户板县。2014年人口326,845人。

## 行政区划
马曼县下辖马曼镇区、纳盘镇区和邦康镇区三个镇区。